# ValóságShokk
A ValóságShokk egy 2003-as Irigy Hónaljmirigy-album, amely a valóságshow műfaját parodizálja ki (Big Brother, Való Világ). Megjelenése hetében rögtön első helyre került a Mahasz Top 40 lemezeladási listán, és három hétig őrizte is pozícióját. A ValóságShokk aranylemez minősítést ért el.

## Az album dalai
1. Titokszoba
2. Big Brahner
3. Zárjon be a bolt
4. Mi ez a szar....?
5. Valamilyen Marika
6. Ez már nekem fáj
7. Két Amigo
8. Gyere, kérdezd!
9. Csak néz a nép
10. Papa-Mama mia
11. Öregnéne bőrzekéje
12. Cefetül
13. Fárad a karja a katonának
14. Bugázott réz
15. Lédi Marhaláb
16. A Mirigy villa titkai
17. Infrakamerás éjszakai felvétel